# ابوت (کالیفرنیا)
ابوت (به انگلیسی: Abbott) یک منطقهٔ مسکونی در ایالات متحده آمریکا است که در کالیفرنیا واقع شده‌است. ابوت ۳٫۹۶ متر بالاتر از سطح دریا قرار دارد.